# Dialeurodes papulae
Dialeurodes papulae là một loài côn trùng cánh nửa trong họ Aleyrodidae, phân họ Aleyrodinae.
Dialeurodes papulae được Singh miêu tả khoa học đầu tiên năm 1932.